# Kanako Hirai
Kanako Hirai (jap. 平井香菜子 Hirai Kanako; ur. 15 kwietnia 1984 w Japonii) – japońska siatkarka grająca jako środkowa. Obecnie występuje w drużynie Hisamitsu Springs.